# Ten'ei
Ten'ei (天栄村?) è un villaggio giapponese della prefettura di Fukushima.